# 중간진언집
중간진언집(重刊眞言集)은 충청북도 단양군 영춘면 백자리, 구인사에 있는 책이다. 2004년 10월 22일 충청북도의 유형문화재 제261호로 지정되었다.

## 개요
망월사(望月寺) 판본을 저본으로 19세기 후반에 강원도 일대에서 활약하였던 연파(蓮坡) 영주(永住) 등에 의해 인출된 것으로 말미에는 발문(跋文)과 함께 시주질(施主秩) 수록되어 있으며, 조선말기의 목판인쇄 문화를 규견(窺見)하는데 가치가 있는 자료로 평가된다.

## 참고 자료
- 중간진언집 - 국가유산청 국가유산포털